# 274 (tal)
274 är det naturliga talet som följer 273 och som följs av 275.

## Inom vetenskapen
- 274 Philagoria, en asteroid.

## Inom matematiken
- 274 är ett jämnt tal.
- 274 är ett semiprimtal
- 274 är ett Tribonaccital.
- 274 är ett centrerat triangeltal.